# Daniel Stuyvenberg
Daniel Willem Stuyvenberg S.M. (Utrecht, 14 april 1909 - 17 oktober 1989) was een Nederlands geestelijke en een aartsbisschop van de Rooms-Katholieke Kerk, werkzaam op de Salomonseilanden. 
Stuyvenberg trad in bij de Paters Maristen; hij werd op 23 februari 1936 priester gewijd.
Op 27 november 1958 werd Stuyvenberg benoemd tot apostolisch vicaris van de zuidelijke Salomonseilanden en titulair bisschop van Dionysias; zijn bisschopswijding vond plaats op 24 februari 1959. Het vicariaat werd op 15 november 1966 verheven tot bisdom Honiara. Op 15 november 1978 werd het bisdom verheven tot aartsbisdom. Zodoende werd Stuyvenberg uiteindelijk aartsbisschop-metropoliet.
Tijdens het Tweede Vaticaans Concilie participeerde Stuyvenberg als concilievader. Op 3 december 1984 ging hij met emeritaat.
Stuyvenberg overleed in 1989 op 80-jarige leeftijd.